# Banco de Venezuela
Banco de Venezuela (sktót: BDV) – międzynarodowy bank uniwersalny z siedzibą w Caracas. Najważniejszy wśród banków wenezuelskich do 2007, kiedy to spadł na trzecie miejsce. Jego głównymi konkurentami są Banesco, Banco Mercantil i BBVA. Począwszy od czerwca 2008 miał 285 oddziałów w Wenezueli.

## Historia
Bank został założony w 1883 jako Banco Comercial, 2 września 1890 zmieniono jego nazwę na Banco de Venezuela. Początkowo bank swoją działalność opierał na pożyczkach dla wenezuelskiego rządu. W 1920 posiadał 10 oddziałów w kraju. Banco de Venezuela był jedną z sześciu instytucji finansowych z prawem do emitowania banknotów, dopóki nie utworzono w 1940 w Wenezueli banku centralnego, tj. Banku Centralnego Wenezueli.
Grupa Santander kupiła w 1996 roku 93,38% akcji za około 350 milionów dolarów. 6 października 2000 roku, BDV kupił 100% udziałów w Banco Caracas, stając się największym bankiem w kraju. Pozycję tę stracił w 2007. W 2008 prezydent Wenezueli Hugo Chávez oświadczył, że zamierza znacjonalizować bank. Rząd formalnie przejął kontrolę nad trzecim pod względem wielkości bankiem kraju w 2009 roku.